# 东风4型内燃机车
东风4型内燃机车（DF4）是中国铁路第二代电力传动柴油机车的首款车型，也是中国首次设计研制的交—直流电传动柴油机车，该型机车从研制到成熟亦经历了一段曲折的历程。1960年代中期，大连机车车辆厂与大连热力机车研究所等单位开始研制240/275系列中速柴油机，并开始研制采用交—直流电传动装置的4000马力电力传动柴油机车。1969年，大连机车车辆厂试制成首台东风4型柴油机车，但由于受到文化大革命的影响，机车的性能和质量均未达到设计要求。1974年，随着对柴油机的改进和试验考核取得进展，加上当时中国铁路对大功率柴油机车的迫切需求，东风4型柴油机车尚未进行全面的耐久性试验就忙于投入批量生产，致使机车投入使用之后不久就出现大量问题，此后多年一直处于一边生产、一边改进的局面。在历经大量设计改进和试验研究之后，柴油机的可靠性和耐久性得到大幅提高，从1980年起机车品质有了明显改善。此后，作为东风4型机车的升级产品的东风4B型柴油机车于1982年面世，并于1984年投入批量生产，成为中国铁路史上生产数量最多、运用最广泛的柴油机车车型。 
东风4型内燃机车可根据齿轮传动比的不同而作为货运机车（构造速度为100公里/小时）或客运机车（构造速度为120公里/小时）使用，动力来源为一台装车功率3,300马力的16V240ZJ型四冲程柴油机（后期改为使用16V240ZJA型或16V240ZJB型柴油机），传动系统采用由TQFR-3000型牵引发电机、ZQDR-410型牵引电动机、GTF-4800/770型硅整流装置组成的交—直流电传动装置，走行部采用具有拉杆式轴箱定位装置和二系弹簧悬挂的转向架。

## 发展历史

### 开发背景
1956年，根据当时对国际上铁路牵引动力发展趋势的研究，中华人民共和国铁道部制定了《铁路十二年科技发展规划》，提出了“技术政策的中心环节是牵引动力的改造，要迅速地有步骤地由蒸汽机车转到电力机车和内燃机车上去”的方针。1958年，中国铁路在大跃进形势的推动下踏上了牵引动力改革的道路，铁道部属下的机车车辆工厂相继开始设计试制柴油机车和电力机车。1958年3月，大连机车车辆厂在苏联专家协助下，仿照苏联铁路TE3型柴油机车，开始进行双节4000马力柴油机车的设计试制工作。1958年9月，大连机车车辆厂制造出两台巨龙型柴油机车，但由于制造工艺和可靠性仍然存在不少问题，尚未具备投入批量生产的条件，随后工厂对这种机车进行了大量的试验和改进。1962年，铁道部确定了动力改革“内燃、电力机车并重，以内燃为主”的方针，在发展内燃机车方面确定了“高速柴油机和中速柴油机并举，电力传动和液力传动并举”的方针，并确定以大连、四方、戚墅堰三个工厂为主力，加强柴油机车的试制工作。1963年8月，为了使第一代国产柴油机车和电力机车能够尽快定型及投入批量生产，经国务院批准成立了“国家大功率牵引动力内燃化、电气化领导小组”，组织内燃机车和电力机车试制大会战。1963年12月，大连机车车辆厂试制出第一台ND型柴油机车。1965年，铁道部批准ND型柴油机车投入批量生产（1966年8月改称为东风型柴油机车）。
正当中国第一代柴油机车刚刚形成生产能力的同时，铁道部已经开始计划研制第二代柴油机车。随着柴油机车不断向提升单机功率的方向发展，柴油机和传动装置的功率也相应提高。电力传动柴油机车自问世以来，一直采用直流牵引发电机配合直流牵引电动机的直—直流电传动系统，但受到直流发电机之整流子换向条件和电机尺寸的技术限制，3000马力以上直流电力传动装置的设计和制造面临很大困难，成为进一步提升直—直流电传动柴油机车单机功率的制约因素。1964年，法国成功研制了世界上第一台采用交—直流电传动装置的BB 67036号柴油机车。交—直流电传动装置采用交流牵引发电机，通过整流器使交流电变为直流电，然后再供给直流牵引电动机，交流发电机具有结构简单、减轻重量、维护简便的优点，使交—直流电传动柴油机车得到迅速发展，当时世界上的大功率柴油机车已经出现了采用中速柴油机和交—直流电传动的发展趋势。

### 研制过程

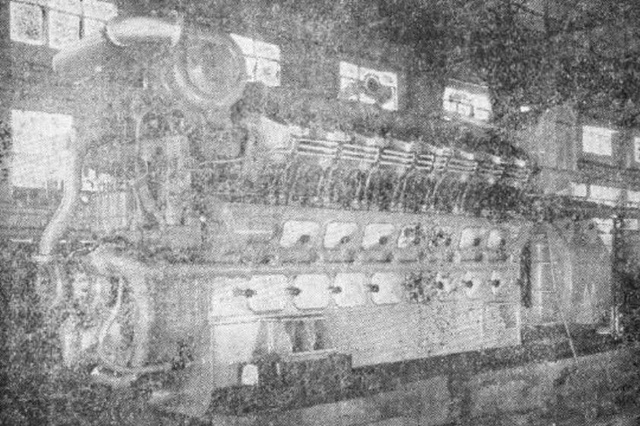
第一台16V240ZJ型柴油机

1964年11月，铁道部机务局在株洲召开总工程师会议，有意选定一家部属工厂开展新型中速大功率柴油机的研制。1965年初，大连机车车辆厂、大连热力机车研究所、大同机车厂、铁道科学研究院、北京铁道学院等机构联合组成新中速柴油机设计组。由于当时同类型柴油机的设计参考资料十分匱乏，设计组只能从国内外杂志文献中寻找相关资讯，将国外同类型柴油机及机车的数据、图片以及使用中情况等作为设计参考，例如苏联哈尔科夫运输机械制造厂的Д70系列柴油机、法国阿尔萨斯机械制造公司的AGO 240系列柴油机、瑞士苏尔寿公司的LVA24系列柴油机等。1965年7月，铁道部内燃机车、电力机车会战指挥小组在青岛召开会议，听取了大连机车车辆厂提交的方案汇报，铁道部机辆局总工程师郎钟騋表示同意这个方案，但提出活塞行程要区别于国外同类型柴油机，因此最终决定将活塞行程定为275毫米，随后铁道部向大连机车车辆厂下达新中速柴油机设计任务书，主要技术指标为缸径240毫米、行程275毫米、小时功率4000马力、额定功率3600马力、额定转速为每分钟1100转、平均有效压力1.6兆帕、四冲程、涡轮增压。
1965年，大连机车车辆厂开始新中速柴油机的施工设计，并开展4000马力电力传动柴油机车的初步草图技术设计，提出拿下新中速柴油机、3000马力以上柴油机车（东风增型柴油机车、东风4型柴油机车）和2000马力液力传动柴油机车（飞龙型柴油机车）这三大的目标，力争在结构、性能、使用、维修、寿命等方面超过世界先进水平。同年，大连机车车辆厂建成双缸机试验台，并开始设计16缸的16V240ZJ型柴油机。1966年2月17日，大连机车车辆厂试制成双缸试验机，随后开始在试验台上进行燃烧系统技术参数试验、轴瓦剥离试验、机油选型试验、气缸套磨损试验等研究，时任铁道部部长吕正操并曾到工厂观看试验；同年6月30日，双缸机最大输出功率突破500马力，证明16缸机可达到4000马力的预期目标。1965年8月，工厂组装成首台16V240ZJ型柴油机，并完成了无增压器情况下的运转试验，柴油机试验功率达到3000马力。由于配套的增压器研制进度落后，柴油机试验工作随后暂停。
1966年，文化大革命在全国范围内爆发，受到“夺权”和“批斗”政治运动干扰，各地科研机构首当其冲的遭到巨大的冲击，研制工作只能在断断续续的情况下进行。1967年，湘潭电机厂试制了首批为第二代大功率柴油机车配套的牵引电机组，包括3000千伏安三相交流同步牵引发电机、410千瓦牵引电动机、80千瓦起动发电机、45千伏安三相交流同步励磁发电机。1968年是大连机车车辆厂受文革冲击最严重的一年，工厂干部和技术人员被下放车间“劳动改造”，工厂生产和机车研制工作近乎瘫痪。1969年初，天津机车车辆机械工厂试制出45GP801型增压器，由于增压器在试验期间出现一系列问题，因此决定设计新的45GP802型增压器。
1969年5月，为庆祝中华人民共和国二十周年国庆，大连机车车辆厂提出试制4000马力电力传动柴油机车。工厂对原来的设计方案进行局部修改，将之前试制的第一台柴油机和牵引电机组样机安装在机车上。同年9月，天津机车车辆机械工厂研制出45GP802型增压器。1969年9月26日，大连机车车辆厂试制出东风4型0001号机车（0001号机车出厂时为货运机车，后来改装客运传动比转向架，并将机车编号改为2001号），出厂后在沈大铁路大连至大石桥区间进行牵引试验，但由于这台机车为“国庆献礼”草率上马，其零部件未经必要的试验考核和改进，柴油机和电气部分以及机车其它一些装置未达到设计要求，导致整台机车的性能和质量都未能过关。

### 试验改进

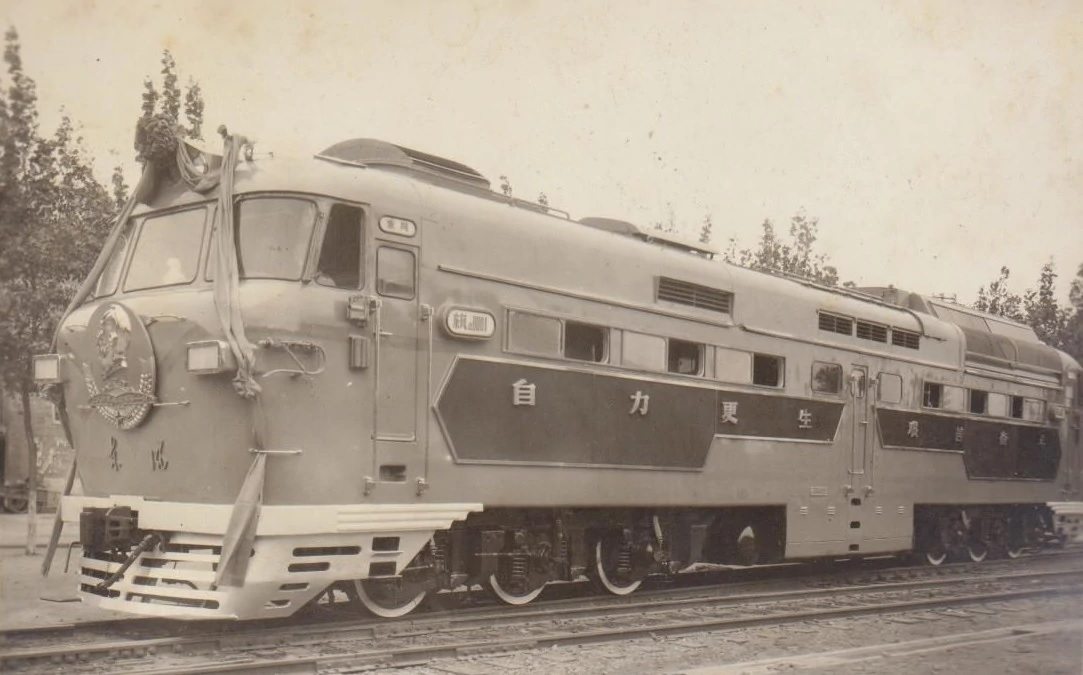
1969年的东风4型内燃机车样车

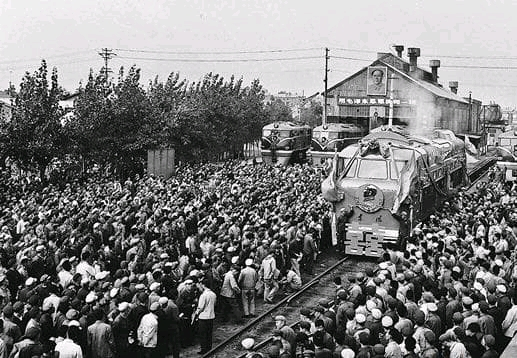
1969年9月26日，首台东风4型柴油机车在大连机车车辆厂出厂

1970年末至1971年初，交通部召开了内燃机车、船用柴油机会战会议，决定将大连机车车辆厂试制的16V240ZJ型柴油机列入的四种新型柴油机攻关项目之一，并决定在1971年组织一场内燃机车试制生产大会战。根据会议决定，大连机车车辆厂继续进行东风4型柴油机车和16V240ZJ型柴油机的试验及改进工作，针对2001号机车试运行过程中发现的各种问题作攻关改进。在柴油机方面，机务局在审批东风4型柴油机车设计任务书时，提出改变柴油机装车功率数值以提高可靠性和耐久性的建议。16V240ZJ型柴油机原本是按照小时功率4,000马力、持续功率3,600马力设计，并且安装到东风4型机车上之后也是按照3,600马力的最大运用功率使用，但机车实际使用环境温度和海拔高度一般都比柴油机标定功率规定的标准高，因此提出将柴油机装车功率下调至3,300马力，避免柴油机在最高档位时超负荷运转。从1971年到1974年间，大连机车车辆厂又生产了0002～0006号五台柴油机进行试验考核，先后改进了曲轴、缸盖、活塞、增压系统、调速器、排气系统等零部件的结构，基本解决了柴油机功率不足、燃烧不良、排气温度高、机油稀释和柴油机振动等几大关键问题，这五台柴油机进行总计2265小时22分钟的各种台架试验。
同时，因应初期试制配套牵引电机组存在的一些问题，由田心电力机车工厂、永济电机厂、株洲电力机车研究所、大连热力机车研究所等单位组成联合设计组，对牵引电机组的设计作出改良。1972年至1973年间，田心电力机车厂先后完成ZQDR-410型牵引电动机、TQFR-3000型牵引发电机、TQL-45型同步励磁机、ZQF-80型起动发电机的试制和投产。与此同时，面对东风4型机车迟迟未能定型投产、大功率内燃机车产能不足的情况，铁道部决定从法国阿尔斯通公司订购一批技术较先进的内燃机车作为过渡，也就是代表着当时世界上电传动柴油机车先进水平的ND4型柴油机车，以解决当时中国铁路运输急需大功率柴油机车的问题。

### 运用考核

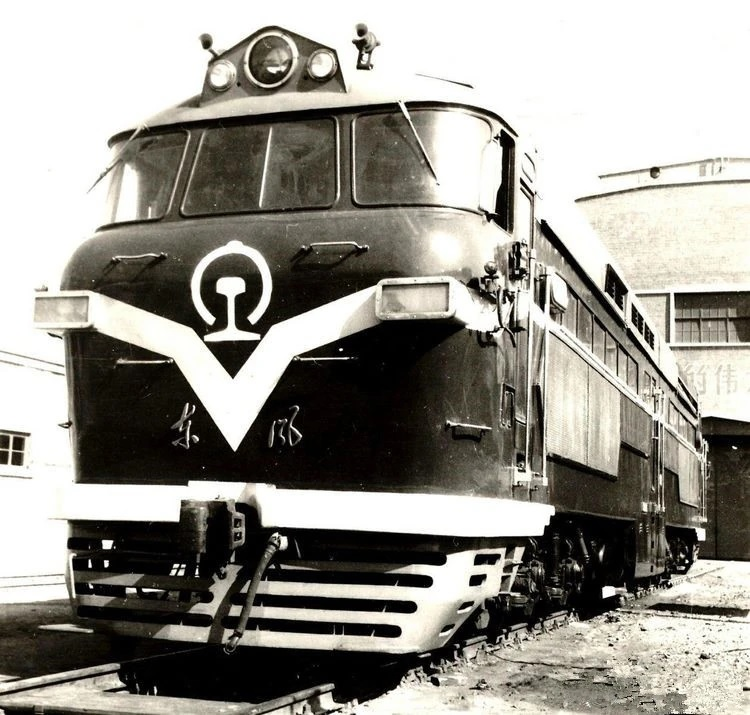
东风4型2001号内燃机车

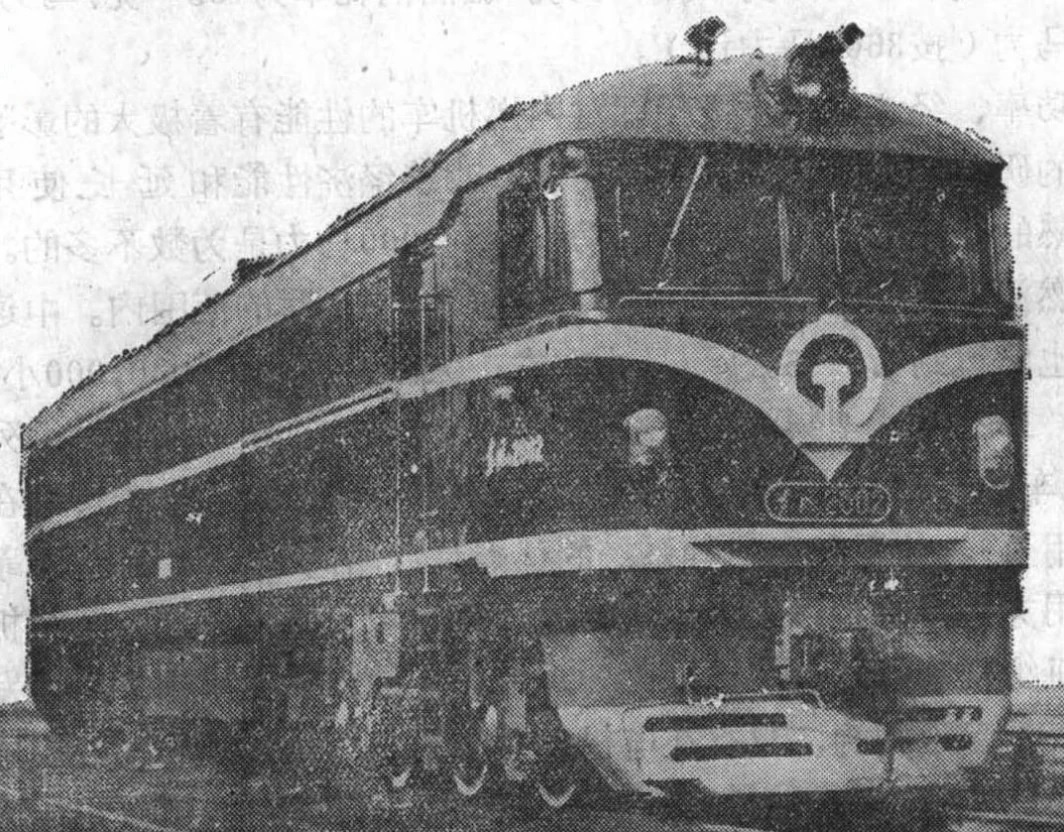
东风4型2002号内燃机车

1972年初，东风4型2001号机车已经走行12,000余公里，随后交付北京铁路局北京内燃机务段开始进行运用考核。1973年，大连机车车辆厂又试制了东风4型2002号机车，同年5月交付北京内燃机务段进行运用试验。两台原型车在京原铁路北京至灵丘间进行了牵引性能试验，并与同期从西德引进的NY6型柴油机车进行对比试验，然后又在京包铁路南口至康庄间进行了八达岭大坡道上停车再起动试验，以及在京广铁路完成旅客列车长距离牵引试验。随后，东风4型2001号和2002号机车被安排在京山铁路牵引旅客列车，分别完成8万公里和10万公里运行试验后返厂，整修后配属北京内燃机务段运用。
1974年5月11日，大连机车车辆厂试制了东风4型0001号货运机车，同年6月交付北京铁路局丰台机务段投入运用考核，从6月25日开始京山铁路丰台西至南仓间担当货物列车牵引任务。1974年8月，这台机车赴湘黔铁路娄底至金竹山区间进行夏季高温冷却性能试验。1974年9月，这台机车又改装客运传动比的转向架，在京广铁路丰台至石家庄之间、京承铁路丰台至洞庙河间进行动力学性能试验，期间在京广线先后进行了两次最高速度达136公里/小时的高速行车试验，以及一次速度不低于120公里/小时、连续通过14个车站的长距离高速试验。同年9月23日，东风4型0001号机车返厂安装货运传动比的转向架，至11月初回到丰台机务段，并继续在京山铁路进行运用考核。至同年底，0001号机车已完成1.5万公里的磨合试验。
1975年1月9日至2月5日，东风4型0001号机车在北京环形铁道由铁科院主持进行了牵引热工性能试验，试验项目包括柴油机起动性能、调速器性能、柴油发电机组负载性能、机车阻力、牵引性能、燃油消耗特性、电阻制动性能等。试验结果显示机车主要性能都达到了设计任务书规定的指标，建议东风4型机车可以投入批量生产。1975年2月，《中国新闻报》和香港《大公报》均以《4000马力内燃机车诞生记》为题对东风4型机车的研制作了长篇报道。

### 投入生产
1972年3月，大连机车车辆厂提出转产4000马力柴油机车的技术改造任务书，同年8月交通部以《（72）交计字第1413号》文批复，同意工厂转产改造计划任务书所确定的生产纲领，年产4000马力柴油机车150台、16V240ZJ型柴油机180台，总投资450万元人民币，并要求在1974年完成改造工程。1972年10月，工厂扩大初步设计方案上报，同年12月铁道部以《（72）交铁工字第2566号》文批复。1973年至1974年，大连机车车辆厂大量扩建厂房和改造设备，重点是生产柴油机和柴油机车的九个车间，并自制了柴油机机体加工数控组合机床、柴油机摇臂轴座自动生产线、曲轴氮化电阻炉、二氧化碳气体保护焊机等加工设备。1974年下半年，为了满足中国铁路对大功率柴油机车的急切需求，东风4型柴油机车正式投入批量生产，同时停产东风型柴油机车。张店电机厂（今淄博牵引电机集团）和永济电机厂亦分别于1974年和1975年开始，按照株洲电力机车厂提供的图纸生产牵引电机组。

### 品质危机
东风4型机车从1974年下半年投入批量生产，到1977年底已生产了233台机车，配属全国9个铁路局、14个机务段运用。然而，随着机车走行里程的增加，可靠性问题不断暴露出来，柴油机相继出现如连杆螺栓断裂、连杆瓦盖断裂、连杆结合齿断裂、锻铝组合式活塞裂纹、配气齿轮打牙、凸轮轴剥离、滑油泵断轴等故障，仅在1975年就有22台柴油机连杆螺栓折断，可以说不仅柴油机的主要零部件都出现了大大小小的质量问题，甚至电机电器、辅助装置乃至转向架都是问题百出，加上机务部门对这种新型机车的运用保养也没有经验，使得机务段叫苦连天。东风4型机车初到丰台机务段时被安排在繁忙的京山铁路运用，但由于机车运行途中经常发生故障，至1975年初东风4型机车被迫退出京山铁路，改为用于每天只有几对列车的京原铁路，当时丰台机务段还曾经传唱着一句顺口溜：“东风4，东风4，从东单跑不到西四。京广线要瘫痪，东风4要完蛋”。
为此，铁道部下令组织产品质量攻关，并且连续几年召开设计改进会议。大连机车车辆厂对零部件出现的问题进行了详细的分析研究后，制定了一系列结构改良方案并再进行疲劳试验验证。工厂首先针对较广泛的连杆螺栓和连杆盖断裂故障，改为采用全纤维辗制滚压螺栓和加厚对称连杆盖，以提高连杆零部件的疲劳强度和刚度；并将原来左、右两列气缸并联工作的两根排气总管，分别接到两端的增压器上的结构，改成两列气缸共用一根排气总管，从其两端接到柴油机两端的涡轮增压器上，并在柴油机顶部加设排气稳压箱，这样既可以改善增压系统的稳定性，又可以降低柴油机低工况时的燃油消耗率。为了区别原有的16V240ZJ型柴油机，经过上述改进的机型改称为16V240ZJA型柴油机，并于同年下半年开始批量生产。第一台装用A型柴油机的东风4型0109号机车于1976年6月29日出厂。对于之前生产的机车，工厂一方面派出技术人员到全国各机务段现场进行维修，更换了6000多根改良后的连杆螺栓、整修近2000块连杆瓦盖，另一方面亦按照铁道部的指示安排机车返厂维修，四年间共返修218台机车。
从1976年末开始，柴油机又出现了更严重的机体裂纹，到1978年末已有多达143台柴油机出现机体裂纹，占当时已出厂东风4型机车总数的41.6%，导致大量机车无法运用返厂待修。设计部门通过大量试验研究查明，柴油机各种故障的根源在于机体强度和刚度不足，以及柴油机轴系动力性能欠佳所致。为此，工厂对柴油机机体等二十多个零部件进行了修改设计，包括將机体横截面由八面体改为六面体，加高主轴承座以增加机体的高度，主轴承盖加设了水平横拉螺钉，通过调整曲轴平衡块重量和加粗主轴颈来提高曲轴强度，又将锻铝活塞改为整体薄壁球铁活塞，采用簧片式弹性联轴节以改善曲轴扭振性能等。1977年11月至12月，集中了上述改良的0255号柴油机完成500小时台架耐久试验，结果显示柴油机性能和部件状态良好，作为A型柴油机的升级产品定型为16V240ZJB型柴油机。
1976年2月，大连热力机车研究所对东风4型0063号机车进行了冷却装置性能和辅助传动消耗功率测定。1976年7月，铁道部科学研究院对东风4型0104号机车进行了高原性能试验。1977年12月，大连机车车辆厂与济南铁路局、株洲电力机车厂利用东风4型0182号机车和ND4型22号机车，进行了一次牵引电动机动力学性能对比试验。1978年，大连机车车辆厂参加春秋两季的第43屆及第44屆广交会，东风4型机车比例模型和柴油机曲轴实物亦在会上展出。1979年6月，为了东风4型柴油机车功率随大气条件的变化规律，以便确定柴油机随大气条件的功率修正方式，铁道部科学研究院选定了东风4型0108号机车，在多个不同海拔高度及气温的地点进行柴油机功率试验，试验结果为高原地区合理运用东风4型机车以及后来设计高原增压器提供了参考数据。1979年，大连机车车辆厂总工程师办公室设立全面质量管理小组，开始在工厂全面推行质量管理。
而在大连机车车辆厂进行各种技术改进的同时，其他配套工厂也在为东风4型机车的各种零部件进行改良研究，例如天津机车车辆机械工厂研制的QY-300型调速器，南口机车车辆机械工厂设计了新的机油泵；负责生产牵引电机组的田心机车车辆厂、永济电机厂、南口机车车辆机械工厂采用了定子整体浸漆绝缘、氩弧焊接等新技术，改善了电机产品的工艺质量和设计结构上的若干缺陷；西安信号工厂和永济电机厂改进了转换开关主接触器和磁场削弱接触器。经过制造工厂和运用部门的共同努力，使东风4型机车度过了1977年至1979年这三年最艰难的时光，从1980年起机车品质有明显好转，运用故障率大幅度下降，检修周期逐步延长，检修范围及工作量亦相应减少。当时的丰台机务段、北京机务段、广州机务段、济南机务段、石家庄机务段共配属230多台东风4型机车，1975年的每十万公里机破率为10.6件、临修率为31.3件，至1979年的每十万公里机破率已降至1.13件、临修率为4.93件，而机车长时间停运待修的情况亦不复见。

### 后续发展

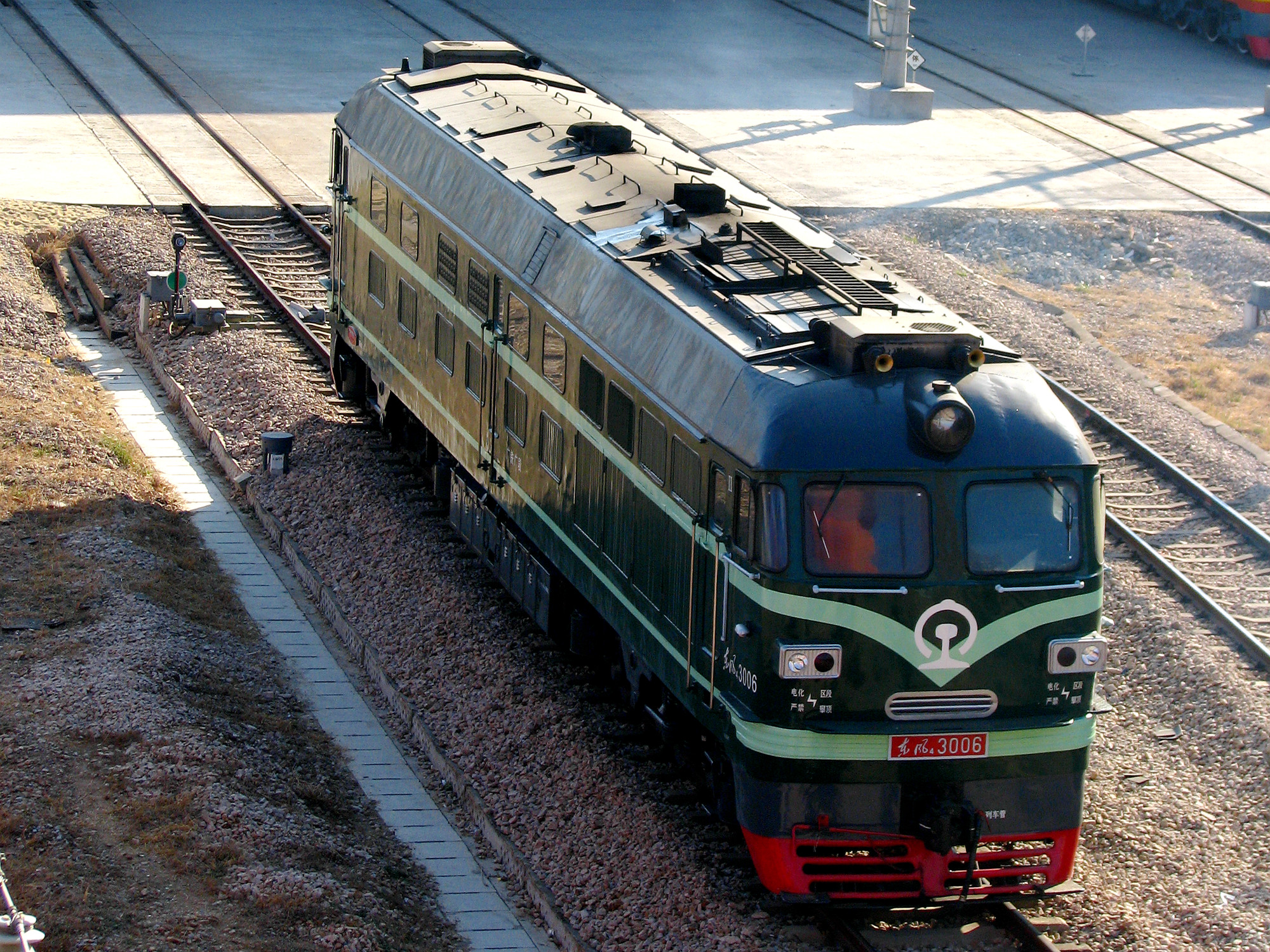
资阳内燃机车厂于1984年生产的东风4型3006号机车

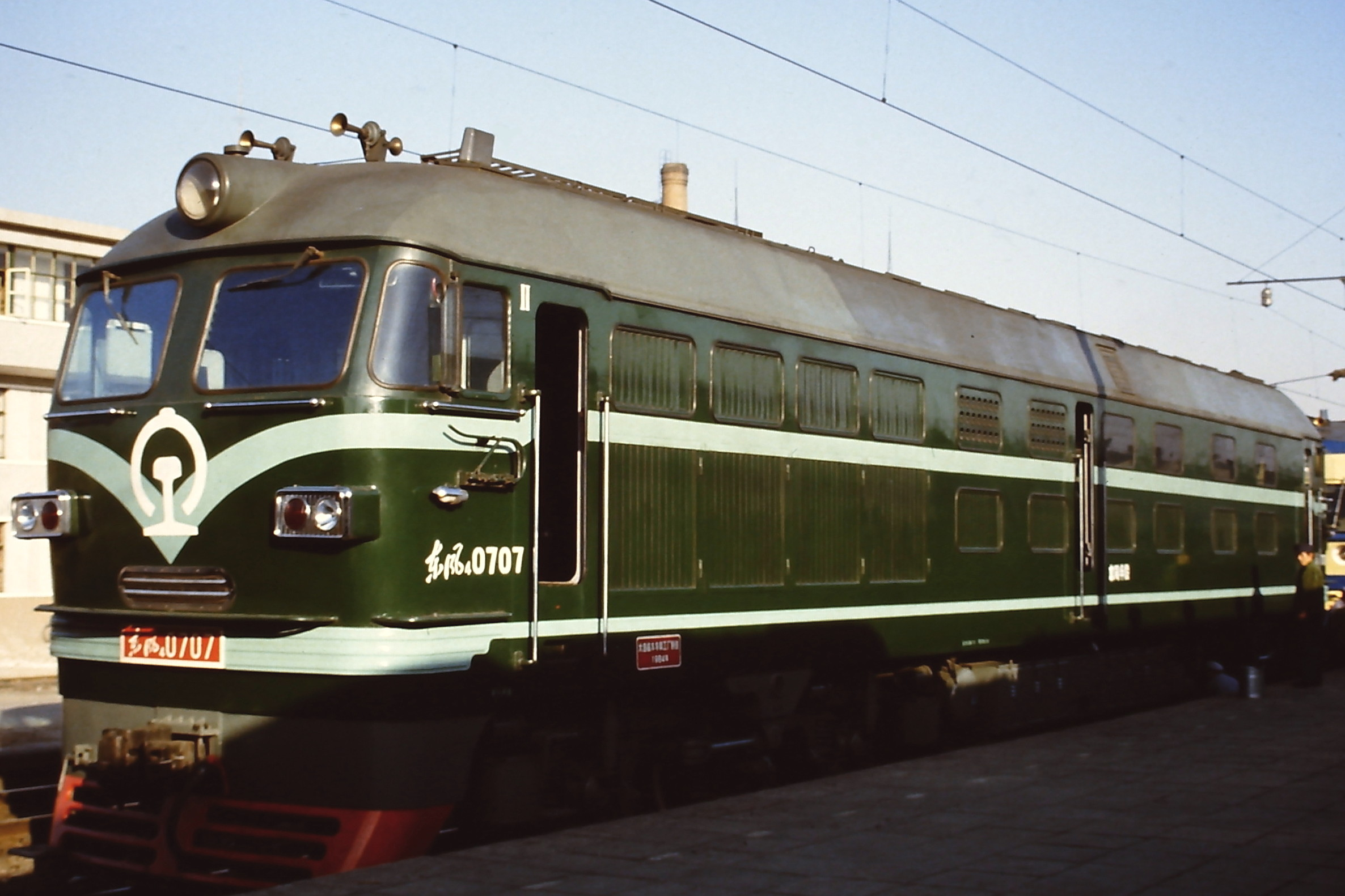
大连机车车辆厂于1984年生产的东风4型0707号机车

1978年3月，铁道部科学技术委员会在大连召开了16V240ZJB型柴油机鉴定会议，批准B型柴油机初步定型，可以投入小批量生产。根据会议的建议，大连机车车辆厂将0255号柴油机样机装上东风4型0282号机车。从1978年10月至1979年底，这台机车在丰沙铁路丰台西至张家口间进行运用试验，期间牵引货物列车共运行21万多公里，柴油机经拆检观察显示性能和主要零部件磨耗情况良好。为了使柴油机更加可靠，大连机车车辆厂决定参照国外柴油机的试验规范，对柴油机再进行2000小时高负荷耐久试验。1979年7月至1980年6月，大连内燃机车研究所对0503号柴油机进行了2000小时耐久试验，期间并试用了蠕墨铸铁气缸盖、加硼铸铁气缸套、九节式排气总管等新技术。与此同时，工厂先后在单缸机和三台16V240ZJB型柴油机上进行了三种标定转速的对比试验，最终决定在保持装车功率3300马力不变的情况下，将标定转速由原来每分钟1100转降为每分钟1000转，空转转速由原来每分钟500转降到每分钟430转，以降低柴油机零部件的机械负荷。1979年11月起，大连机车车辆厂根据铁道部的指示，开始生产装有16V240ZJB型柴油机的东风4型柴油机车。
1980年9月，大连内燃机车研究所选用东风4型0188号机车，进行了三种不同标定转速下的牵引热工性能试验。1980年至1981年间，大连机车车辆厂对已产生裂纹的A型柴油机机体陆续更换为B型柴油机机体，共更换115台。1981年8月23日至9月11日，0660号柴油机在大连内燃机车研究所试验台完成了UIC 360小时耐久试验。1982年12月，装用16V240ZJB型柴油机的0527号机车在大连机车车辆厂出厂，作为东风4型机车的升级换代产品，定型为東風4B型柴油機車。东风4B型与东风4型机车的差异除了柴油机型号外，前者还采用了由步进电机驱动的无级调速器，以及经过改良的强化散热器、冷却风扇和感温元件，主发电机输出功率由2059千瓦提高到2125千瓦，万吨公里油耗降低9.6%，厂修期延长30%。1983年1月至5月，0527号机车在大连内燃机车研究所完成了各项性能试验后，配属济南铁路局济南机务段投入运用考核。1984年底，东风4B型柴油机车正式投入批量生产，同时大连机车车辆厂停产东风4型机车。从1974年投产开始到1985年停产为止，大连机车车辆厂累计生产了801台东风4型柴油机车，其中包括客运型31台（车号2001～2031）、货运型770台（车号0001～0770）。在东风4B型柴油机车投产之后，所有以前生产的东风4型机车在返厂大修时均按照东风4B型机车的标准进行了技术改造，包括更换成无级调速的16V240ZJB型柴油机、45GP802-1A型增压器、高效强化散热器、加装电阻制动装置等。 
1982年7月，面对当时中国铁路运能紧张及柴油机车产能不足的问题，铁道部指示资阳内燃机车厂转产东风4型柴油机车，同时停止东方红4型液力传动柴油机车和16V200Z型柴油机的试制试验，结束了长期以来关于大功率柴油机车发展电力传动或液力传动的争论。1983年3月26日，国家计委下达了 《关于资阳厂转产改造设计任务书的批复》，批准工厂按生产纲领为年产东风4型柴油机车100台、柴油机250台、牵引齿轮3600对进行转产改造。随后，资阳内燃机车厂得到大连机车车辆厂提供的全套图纸，又新建了16V240ZJ型柴油机试验台和东风4型机车水阻试验台。1983年9月，资阳内燃机车厂制造的第一台16V240ZJ型柴油机组装完毕。同年12月6日，资阳内燃机车厂生产的第一台东风4型3001号柴油机车落成并开始厂内调试，并于12月15日在成渝铁路完成首次正线运行试验。1983年12月25日，东风4型3001号机车在资阳工厂举行出厂仪式，同年底交付广州铁路局广州机务段使用。1986年6月，资阳内燃机车厂全面完成转产技术改造，并开始生产东风4B型柴油机车。1983年至1986年，资阳内燃机车厂累计生产了42台东风4型柴油机车（车号3001～3042）。大连和资阳两家工厂共生产了843台东风4型机车。

### 重联机车
1980年代初，中国开始发展重载列车以提高铁路运输能力，大连机车车辆厂于1982年开始为东风4型柴油机车研制重联装置，并且根据电阻制动系统在过往试验和运用过程中发现的问题，与西安信号工厂和天津机车车辆机械工厂合作进行了改进设计。1984年2月，大连机车车辆厂为东风4型0642号、0643号机车安装了重联控制及电阻制动设备，并在沈大铁路大连至大石桥之间进行双机重联牵引试验，随后配属北京铁路局丰台机务段投入运用。1984年7月至8月，这两台机车配合专门为大秦铁路研制的C61型运煤专用敞车，于晋煤外运北通道的丰沙大铁路（丰沙铁路丰台西至沙城和京包铁路沙城至大同段的合称）和京秦铁路为试点进行重载列车运行试验，双机最大牵引吨位达5000吨（计60节车辆），平直道上的最大平衡速度可达85.1公里/小时，在9‰坡道上的平衡速度为26公里/小时，并在7.6‰坡道上进行了双机坡停起动试验；而在8.4～11‰下坡道上牵引4400吨列车时，可依靠电阻制动以60~70公里/小时快速下坡。
为配合开行组合式重载列车（由两列或以上同方向运行的列车首尾相接）的研究试验，铁道部科学研究院还曾经在东风4型机车上进行了无线重联遥控系统的试验，主控机车通过无线电台向辅助机车发送控制命令，使两台机车能够进行同步牵引和制动的操作。1986年5月，铁科院使用两台装上无线遥控装置的东风4型柴油机车，牵引由230辆C61型敞车组成的组合列车，在北京环形铁道完成了静态试验和牵引试验。

### 援助朝鲜
2006年至2008年间，中国铁道部先后多次将国内淘汰的东风4型和东风4B型机车无偿援助朝鲜民主主义人民共和国。在朝鲜民主主义人民共和国铁路系统中，这些机车被定型为朝鲜铁道200型柴油机车，机车编号为（意为“内燃”），大多数配属咸兴铁道局咸兴机车队，担当货物列车和旅客列车的牵引任务。

## 衍生车型

### 东风5型柴油机车
1974年，大连机车车辆厂和唐山机车车辆厂按照铁道部工业总局和机务局的指示，开始合作研制装用8V240ZJ型柴油机的2000马力功率等级调车机车——东风5型柴油机车。该型机车是东风4型柴油机车的系列延伸产品，8V240ZJ型柴油机（V型气缸）是在16V240ZJ型柴油机基础上发展而成8缸机型，机车主电路和励磁电路基本上套用了与东风4型机车相同的设计，电力传动装置同样采用TQFR-3000型牵引发电机和ZQDR-410型牵引电动机。1975年12月，唐山机车车辆厂试制出第一台东风5型柴油机车，经过厂内初步试验后于1976年3月出厂，但由于机车起动和低速性能未如理想、柴油机和增压器配套性能不佳等原因，唐山工厂于1980年停止生产东风5型柴油机车。随后，根据“六五”期间铁道部对机车车辆工业的产品结构调整，决定由大连机车车辆厂和四方机车车辆厂对东风5型柴油机车重新设计。1984年，大连机车车辆厂和四方机车车辆厂分别试制出新的东风5型柴油机车。第二代的东风5型柴油机车改用直列气缸的8240ZJ型柴油机，柴油机转速控制采用与东风4B型机车相同的无级调速器，并采用由大连内燃机车研究所研制的电子恒功率励磁控制装置。1987年底，东风5型柴油机车通过铁道部鉴定并投入批量生产。

### TFN7030型特种发电车
1978年，大连机车车辆厂根据铁道部的要求，开始研制TFN7030型特种内燃发电车。该型发电车主要作为铁路枢纽及工厂战备及受灾时的应急供电，既可以构成独立电网供电，也可以直接向电网输电。发电车采用一台16V240ZJB型柴油机和一台CTF-2500型同步发电机组成柴油发电机组，供电制式为10,500伏特50赫兹三相交流电，额定容量为2,000千瓦，车体外形尺寸与东风4型柴油机车大致相同。1981年10月，三辆发电车制成并交付使用。

## 技术特点

### 总体布置

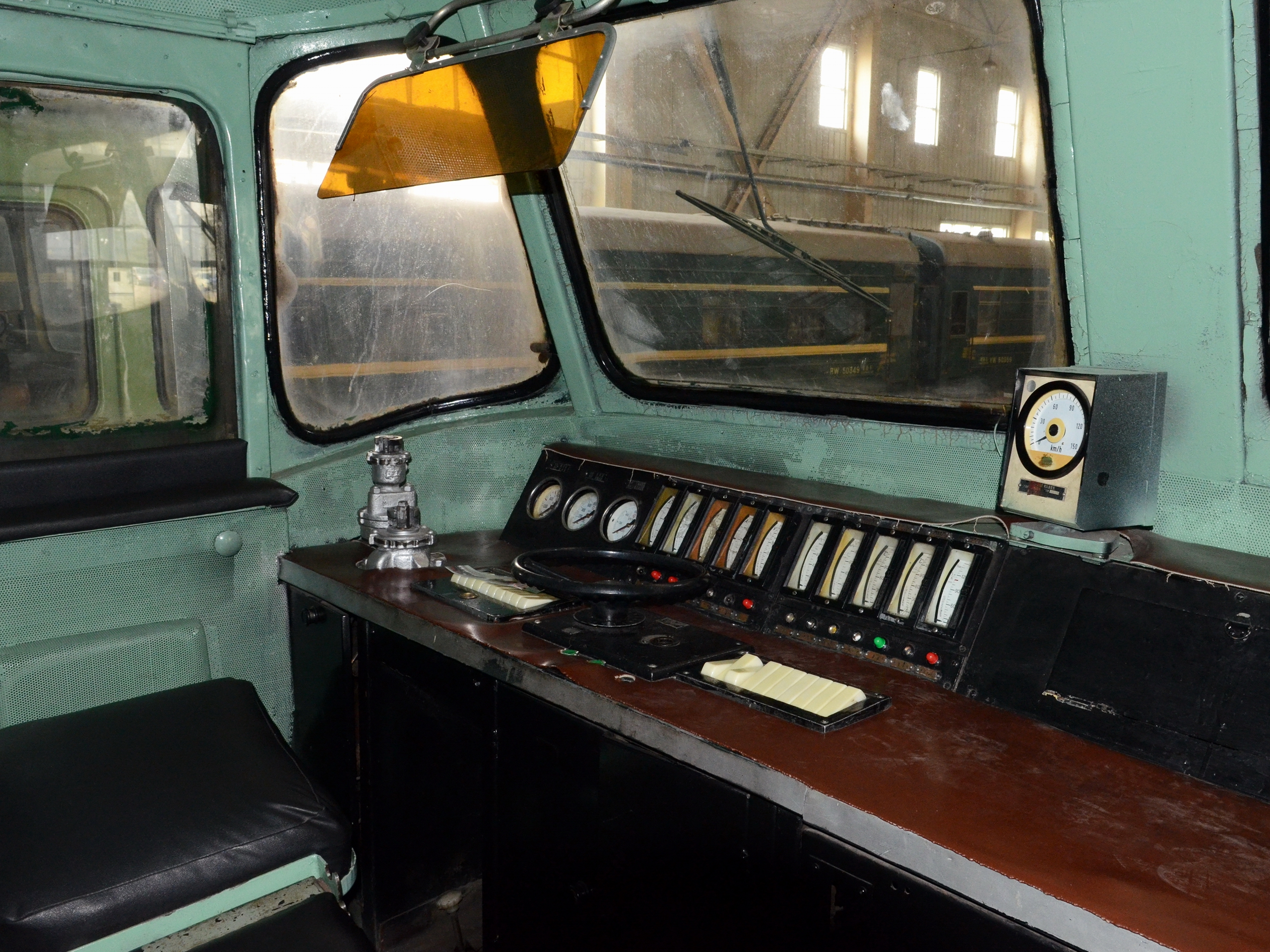
东风4型0001号机车的司机室

东风4型柴油机车是干线客货运用的六轴柴油机车，机车标称功率为2,580马力（1,920千瓦），货运型机车的构造速度为100公里/小时，客运型机车的构造速度为120公里/小时，运转整备重量为138吨。东风4型机车采用双司机室、内走廊式、全钢焊接结构的框架式侧墙承载车体，车体由左右侧壁、底架、车顶、内部隔墙、两端司机室等部分焊接在一起，车体主要骨架采用16Mn低合金钢材，车体外部蒙皮为2.5毫米厚钢板，车体内壁喷涂聚胺酯泡沫塑料作为吸音材料。车体长度为20,490毫米，车钩中心线间距为21,100毫米，车体宽度为3,308毫米，车体高度为4,725毫米。车体两端设有同等功能的司机室，可双向操纵机车。每节机车的车体底架下部两台转向架之间，吊挂着一个容量为9,000升的燃油箱，燃油箱两侧设有铅酸蓄电池组，燃油箱前后端各装有一个总风缸。
机车从前到后分别为第一司机室、电气室、动力室、冷却室、第二司机室五个部分，其中电气室 、动力室和冷却室顶部均设计成活动顶盖，以便拆装车内部件。司机室内机车运行方向的左侧设有包含一系列仪表和按钮的司机操纵台、空气制动机的自动制动阀和单独制动阀等，右侧设有副司机座席及工具箱，司机室后壁设有手制动装置手轮。电气室内设有电气控制柜、主硅整流柜、励磁整流柜等电气设备，并已经预留了加装电阻制动装置的位置，由启动变速箱驱动的起动发电机、励磁机、测速发电机、前转向架牵引电动机通风机、空气制动系统的分配阀等辅助设备布置在电气室后部地板上。位于机车中部的动力室内安装了一套柴油发电机组，并设有空气滤清器、燃油滤清器、燃油输送泵、机油滤清器、膨胀水箱、预热锅炉等辅助设备。动力室顶棚两侧设有车体通风机，将柴油机运转时产生的燃气和热风抽出。为了方便对动力装置的检修，机车除了在司机室设有侧门外，在动力室的两侧也设有一对侧门。 
冷却室内设有冷却水系统和散热装置，冷却室顶部装有V型结构的肋片扁管式铜散热器，及以两个直径为1,600毫米的轴流式冷却风扇，冷却风扇由静液压马达传动。机车设有两套独立的循环冷却水系统，分别为冷却柴油机的高温冷却水系统（24个散热器单节），以及冷却增压空气、机油、静液压传动油的低温冷却水系统（32个散热器单节）。散热器下方设有静液压变速箱、后转向架牵引电动机通风机、机油热交换器、空气压缩机、起动机油泵等，柴油机自由端通过传动轴与静液压变速箱相连，并通过尼龙绳传动轴带动后转向架牵引电动机通风机。冷却室左右两侧侧壁各设有八个通风百叶窗口。空气制动装置方面，1976年前出厂的机车装用EL-14改型空气制动机，1976年后出厂的机车改为装用具备阶段缓解和自动保压功能的JZ-7型空气制动机；制动机采用两台NPT5型空气压缩机与之配合，制动机可以单独制动机车或同时制动机车和列车。停车制动采用手制动装置。

### 柴油机

#### 16V240ZJ型柴油机
早期生产的东风4型柴油机车装用一台16V240ZJ型柴油机，为240/275系列柴油机的第一款产品。该型柴油机为16气缸、四冲程、V型结构、直接喷射、开式燃烧室、废气涡轮增压、增压空气中间冷却的中速柴油机，气缸内径为240毫米，活塞行程为275毫米，额定转速为每分钟1100转，最低空载转速为每分钟450转，小时功率为4,000马力（2,980千瓦），持续功率为3,600马力（2,650千瓦），装车功率为3,300马力（2,430千瓦），持续工况时的燃油消耗率为155克/有效马力·小时（211克/有效千瓦·小时），平均有效压力为每平方厘米14.8公斤，柴油机净重为19,600公斤。左右两列气缸中心线间夹角为50°，V形夹角上方设有主机油道、进气稳压箱、进气支管、排气支管和排气总管，两套涡轮增压器及中冷器组对称安装在柴油机两端的上方。柴油机由ZQF-80型起动发电机起动，其电源由蓄电池供给。柴油机完成起动后，启动发电机由直流串励电动机变为直流他励发电机，并通过电压调整器输出110伏特直流电，作为辅助发电机使用，用来给蓄电池充电并和向辅助电路及控制电路供电。
16V240ZJ型柴油机的机体采用由整体铸钢悬挂式主轴承座和板件组焊成的铸焊组合结构，并采用内外纵分隔的箱形结构和半隧道式的拱形曲轴箱。柴油机气缸由气缸套和冷却水套组成，活塞采用锻铝组合式内油冷活塞，气缸盖由耐热合金铸铁制成，并采用钼铜稀土合金球墨铸铁制成的曲轴。连杆采用左右气缸相同的锻钢并列连杆，使左右气缸前后错开74毫米。柴油机采用定压增压系统，配备两台45GP802型涡轮增压器，左右两侧气缸排出的废气通过排气支管和总管，分别进入两台涡轮增压器推动涡轮后排出，而新鲜空气由安装在车体上的空气滤清器吸入，经增压器增压后流经中冷器进行冷却，然后通过进气稳压箱和进气支管进入各个气缸。柴油机采用具有16个档位的转速和功率联合调节器，每个档位上除了保持柴油机转速恒定外，还能使柴油机输出功率恒定。

#### 16V240ZJA型柴油机
自从东风4型机车于1974年投入批量生产以后，16V240ZJ型柴油机在运用过程中出现大量可靠性问题，例如连杆螺栓断裂、连杆盖和主轴承盖断裂、机体主轴承座裂纹等故障。为此，大连机车车辆厂于1976年上半年从第100台柴油机开始，以柴油机进排气道和连杆组结构设计为主作出了几项改良。首先针对较广泛的连杆螺栓和连杆盖断裂故障，采用全纤维辗制滚压螺纹和加厚对称连杆盖，代替原来的车制螺纹工艺，以提高连杆零部件的疲劳强度和刚度。此外，将原来左右两列气缸并联工作的两根排气总管，分别接到两端的增压器上的结构，改成两列气缸共用一根排气总管，总管两端各设置一台涡轮增压器，并在柴油机V形夹角上加设上部进气稳压箱，加大了进气稳压箱的容积，增压器型号亦由45GP802型改为45GP802-1型。同时，为了改善柴油机联合调节器的稳定性，将最低空转转速提高到每分钟500转。为与前期生产的16V240ZJ型柴油机区别，经过上述改进的机型改称为16V240ZJA型柴油机，并从1976年起投入批量生产。

#### 空气滤清系统

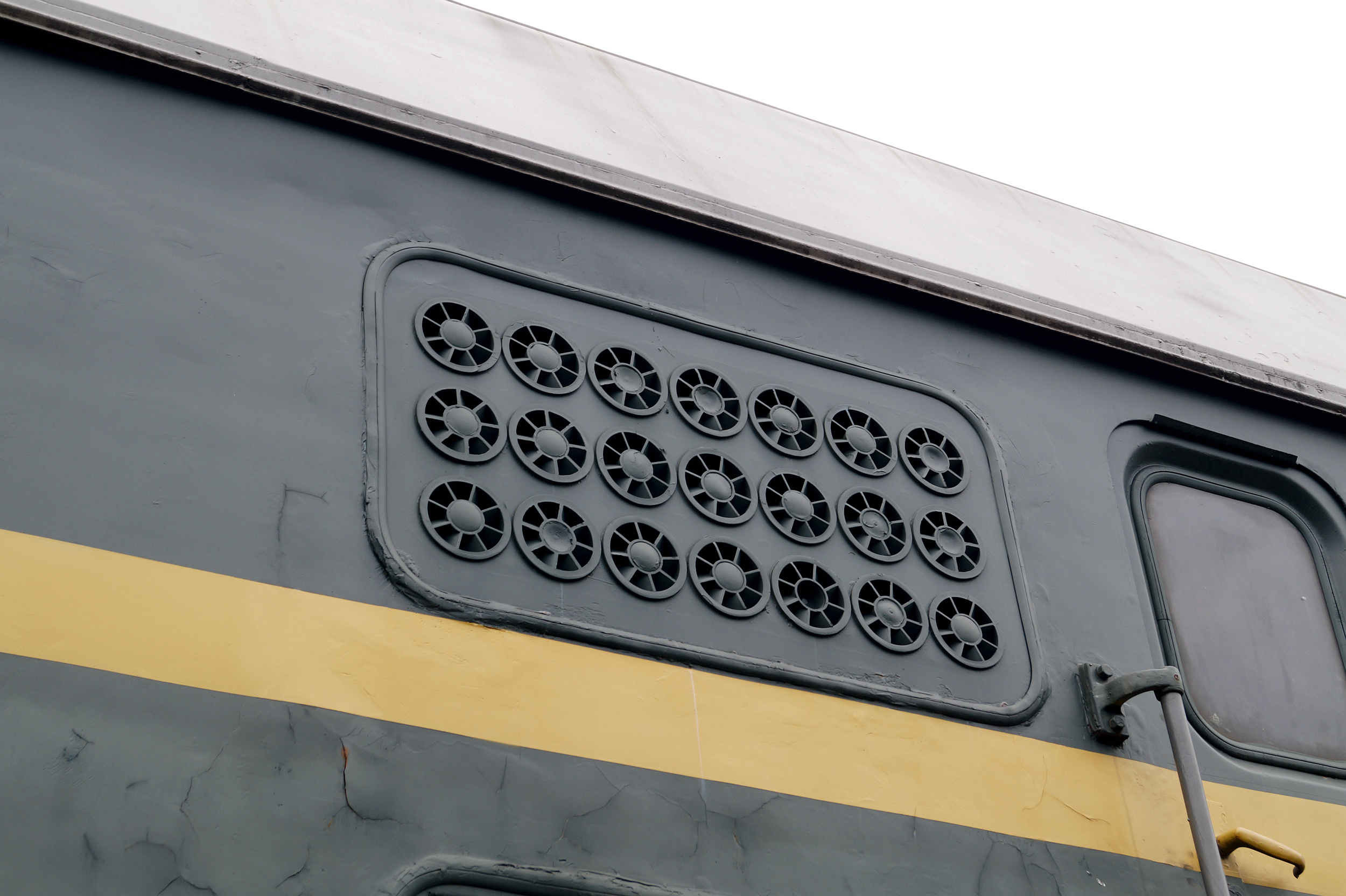
旋风筒滤清器

东风4型机车曾经使用过多种柴油机进气空气滤清系统，早期的东风4型机车采用干式钢板网结构的一级空气滤清器，它安装在动力室的左右车体侧壁上，这种过滤器结构简单、空气阻力小、滤清效率高，但最大弱点是储尘能力低、清洗周期短。铁道部于1977年在“三滤”会议后决定在全路新造内燃机车推广旋风筒空气滤清器，大连机车车辆厂从1978年起在新造的东风4型机车上，以原来的钢板网式空气滤清器作为细滤器，在其前面加装旋风筒式惯性空气滤清器作为粗滤器，组成二级空气滤清器从而提高滤清效率，在平原和沿海地区的一般清洗周期可达1.5～2万公里。然而，旋风筒滤清器在风沙较大地区的过滤能力很差，加快柴油机活塞环及气缸套等零部件的非正常磨损，因此，部分在中国西北地区运用的东风4型机车进行了改装，吸收了在引进ND5型柴油机车时通用电气转让的空气滤清器制造技术，在保留原来的旋风筒—钢板网滤清器之外增设了纸质滤芯滤清器，构成了旋风筒—钢板网—纸质细滤器的三级空气滤清器。

### 传动系统

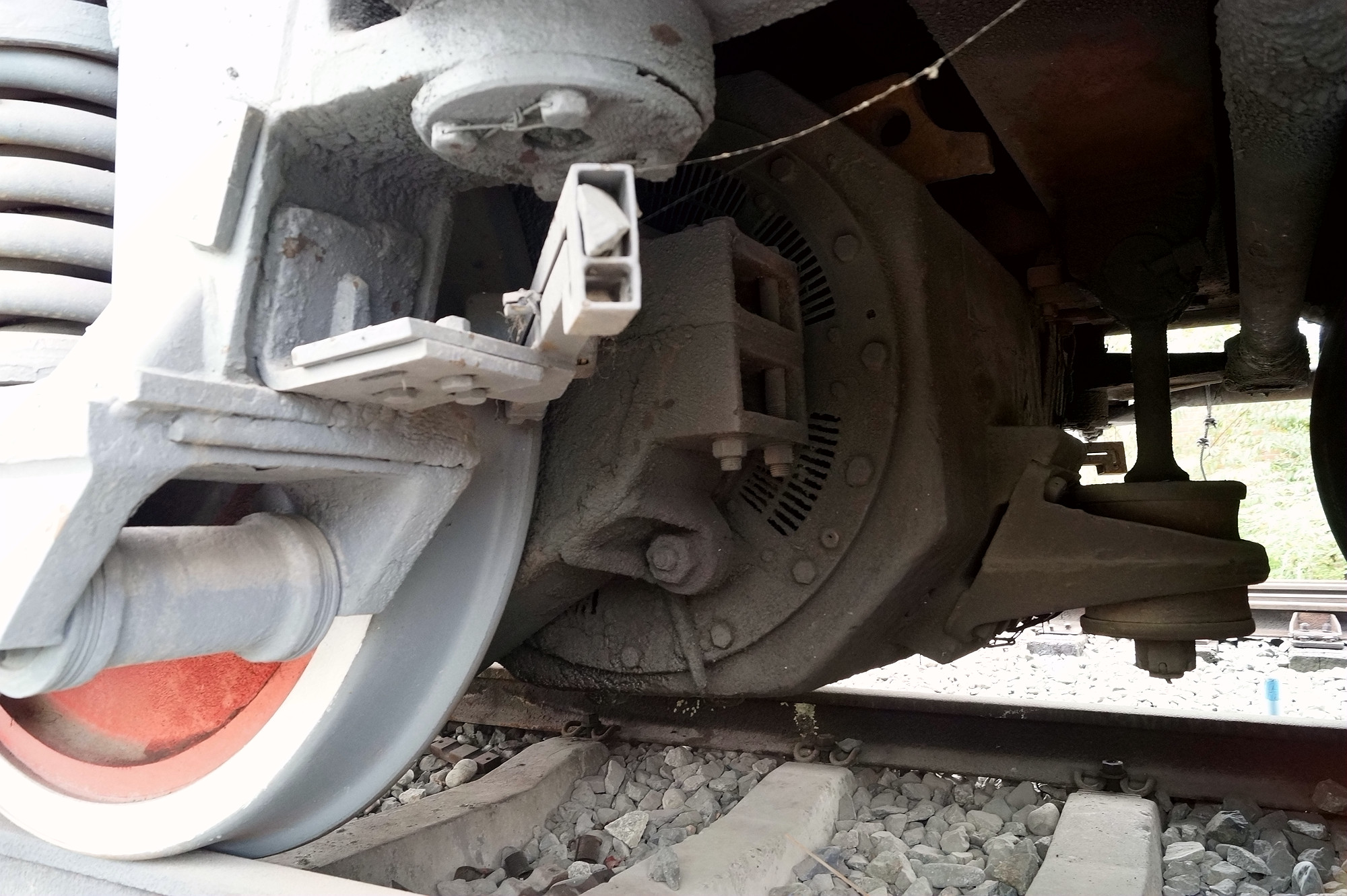
采用抱轴半悬挂的ZQDR-410型牵引电动机

东风4型机车采用交—直流电传动装置，柴油机曲轴通过钢片式半刚性联轴节驱动一台交流同步发电机发出三相交流电，经由硅二极管组成的三相桥式整流装置整流为直流电后，再将电能输送给两台转向架上的六台并联连接的直流牵引电动机，通过传动齿轮驱动轮对。
牵引发电机采用TQFR-3000型三相交流同步发电机，额定容量为2,985千伏安，额定电压为438／613伏特，额定电流为3,936／2,805安培，额定转速为每分钟1,100转，定子及转子绝缘等级分别为B级和H级，冷却方式为径向自通风式，主发电机净重为4850公斤。牵引发电机的励磁电流由一台专门的励磁机供给（下述），励磁机由柴油机通过启动变速箱驱动，其发出的交流电经励磁整流器转换为直流电后，给发电机的转子励磁绕组励磁。牵引发电机发出的三相交流电由硅整流装置转换成直流电，机车设有一组GTF-4800/770型硅整流装置，由硅二极管元件组成三相桥式全波整流电路。硅整流装置有六个串联的整流桥臂，每一桥臂有六个并联的2CZ500/1200P型风冷平板式整流二极管（正向额定电流为500安培，反向峰值电压为2,400伏特），每台整流柜共有36个二极管元件。硅整流装置的最大直流输出电压为770伏特，额定直流输出电流为4800安培。
牵引电动机为ZQDR-410型四极串励直流电动机，额定功率为410千瓦，额定电压为550伏特，额定电流为800安培，额定转速为每分钟647转，最高转速为每分钟2365转，定子及电枢绝缘等级分别为H级和F级，冷却方式为强迫通风。为扩大机车的恒功率速度范围，可以在牵引电动机励磁绕组接入并联分流电阻，对牵引电动机使用二级磁场削弱，磁场削弱率分别为60%和43%。根据电力传动装置的额定性能计算，东风4型货运机车的持续速度为21.9公里/小时，相应的硅整流装置输出电流为4800安培；当牵引电动机在二级磁场削弱工况下，机车最高恒功率速度为79.2公里/小时；而东风4型客运机车的持续速度为26.3公里/小时，机车最高恒功率速度为95公里/小时。
东风4型机车可选择加装电阻制动，在电阻制动工况时牵引电动机变为他励直流发电机工作，其激磁绕组全部串联由牵引发电机经硅整流柜供电，发出的电流输入到车上两个电阻制动柜，将电能通过电阻器转化为热能消耗掉；受制动电阻通风冷却条件的限制，最大制动电流限制为600安培，制动功率为2,900马力（2,160千瓦）。

### 控制系统
东风4型机车自1974年投入批量生产以后，其电力传动装置亦经历不断的改进，从1974年至1981年期间电路图纸就已经经过八次更新，其中主电路部分包括牵引发电机、硅整流装置、牵引电动机等部分的变化甚少，励磁电路、电压调整器、过渡继电器等半导体电器的变化较多。东风4型机车的恒功率励磁调节主要是依靠柴油机联合调节器来完成。联合调节器对应于每一档柴油机转速都有恒定的给油量，使柴油机的扭矩保持恒定，从而使柴油机保持恒功率。不论是早期采用晶体管功率调节的可控硅励磁系统，或是后来采用联合调节器功率伺服机构带动可变电阻器的励磁系统，都是以柴油机给油量作为信号，自动调节牵引发电机励磁来改变牵引发电机的功率，在机车辅助负载不变的条件下，使牵引发电机输出的电压—电流关系曲线（牵引发电机外特性）为一条等边双曲线，保证牵引发电机的恒功率运转，并且达到充分利用柴油机功率的目的。

#### 晶闸管励磁调节装置
早期生产的东风4型机车（0001～0025号货运机车、2001～2031号客运机车）采用可控硅励磁调节装置。牵引发电机的励磁电流是由一台TQL-45型同步励磁机发出的交流电经励磁整流器整流后供给，励磁机是一台他励三相同步交流发电机，由柴油机经启动变速箱带动，其励磁电流则是由辅助发电机发出的直流电经可控硅励磁调节装置供应。可控硅励磁调节装置实质上为由两个可控硅组成的晶闸管斩波器，其结构与辅助发电机的晶闸管电压调整器完全相同，只是其控制信号与电压调整的控制信号与之不同。在柴油机联合调节器联合杠杆上设有功调开关，利用触点开关来控制晶闸管斩波器，从而控制励磁机的励磁电流。当柴油机和牵引发电机之间功率不平衡时，通过联合调节器改变供油量和调节柴油机功率，同时联合调节器带动功调开关产生电压调整信号，通过调节励磁机的励磁电流进而调节牵引发电机的励磁和输出功率，直到柴油机和主发电机之间功率重新平衡。

#### 功调电阻励磁调节装置
由于上述的可控硅励磁调节装置可靠性未如理想，因此自1975年起生产的东风4型机车（从0026号货运机车开始）改为采用由联合调节器伺服油压马达带动变阻器的自动调节励磁系统。新的励磁系统主要由测速发电机、励磁机、励磁整流柜和联合调节器的功率调节滑阀等环节组成。原来由辅助发电机供电的励磁机励磁电流，改为由柴油机经启动变速箱驱动的测速发电机供电。测速发电机是一台他励直流发电机，测速发电机的励磁电流是由110伏特直流电经一个功率调节电阻供给，功率调节电阻的滑动触点由联合调节器上的功率伺服油压马达带动，它根据柴油机工作状况（欠载或过载）自动地调节可变电阻器的阻值，从而改变测速发电机的励磁电流，并经测速发电机和励磁机二级放大后，间接地改变了牵引发电机的输出功率。这个励磁系统比较简单可靠，早期采用可控硅励磁系统的数十台机车亦陆续改装成这种方式，并沿用到后来的东风4B型机车。1976年起，永济电机厂通过仿制ND4型机车所使用的感应子励磁发电机，试制出结构较简单可靠的GQL-45型感应子牵引励磁机，并在东风4型和东风5型柴油机车推广使用，取代了原来使用的TQL-45型同步牵引励磁机，大幅减少了在早期东风4型机车上常见的励磁机故障。

#### 电子恒功率励磁调节试验
利用联合调节器之恒功率励磁系统的主要缺点在于反应时间长、动态性能差，当牵引负载突变时往往未能及时调整牵引发电机的励磁。而且，东风4型机车是以司机控制器手柄在第8档（对应柴油机转速每分钟780转）、功率调节电阻从短路到全部接入时，获得完整的牵引发电机外特性作为基准来确定功率调节电阻的阻值，因而产生了低档位时功调电阻调节量不足、牵引发电机处于最小励磁电流状况下转运的问题，致使机车在柴油机低转速时的功率太低，这亦是东风4型机车的起动加速性能逊色于ND4型机车的原因。1976年至1977年间，为了利用电力电子技术改善东风4型机车的牵引性能，铁道部科学研究院和大连机车车辆厂开展了电子恒功率励磁控制系统的研究试验。铁科院的电子恒功率系统方案采用柴油机转速作为牵引发电机的功率给定信号，并采用霍尔传感器作为牵引发电机的电压、电流和功率信号检测器，通过由运算放大器组成的比例积分调节器（PI）对给定信号和检测信号进行比较，而电压—频率变换器（VFC）和定宽变频式晶闸管斩波器则作为执行元件，用来改变励磁机的励磁电流，继而调节牵引发电机的输出功率。1977年5月及10月，分别在东风4型0113号和0190号机车上安装了电子调节恒功率控制系统。1977年12月，铁道部科学技术委员会召开他励电机座谈会，根据会上关于进一步推广电子恒功率装置的决定，于1978年分别对北京内燃机务段的东风4型0088号机车和广州机务段的东风4型0229号机车改装电子恒功率控制系统，并获得了良好的试验结果，这套电子恒功率励磁控制系统后来亦被应用到东风7型柴油机车。

### 转向架

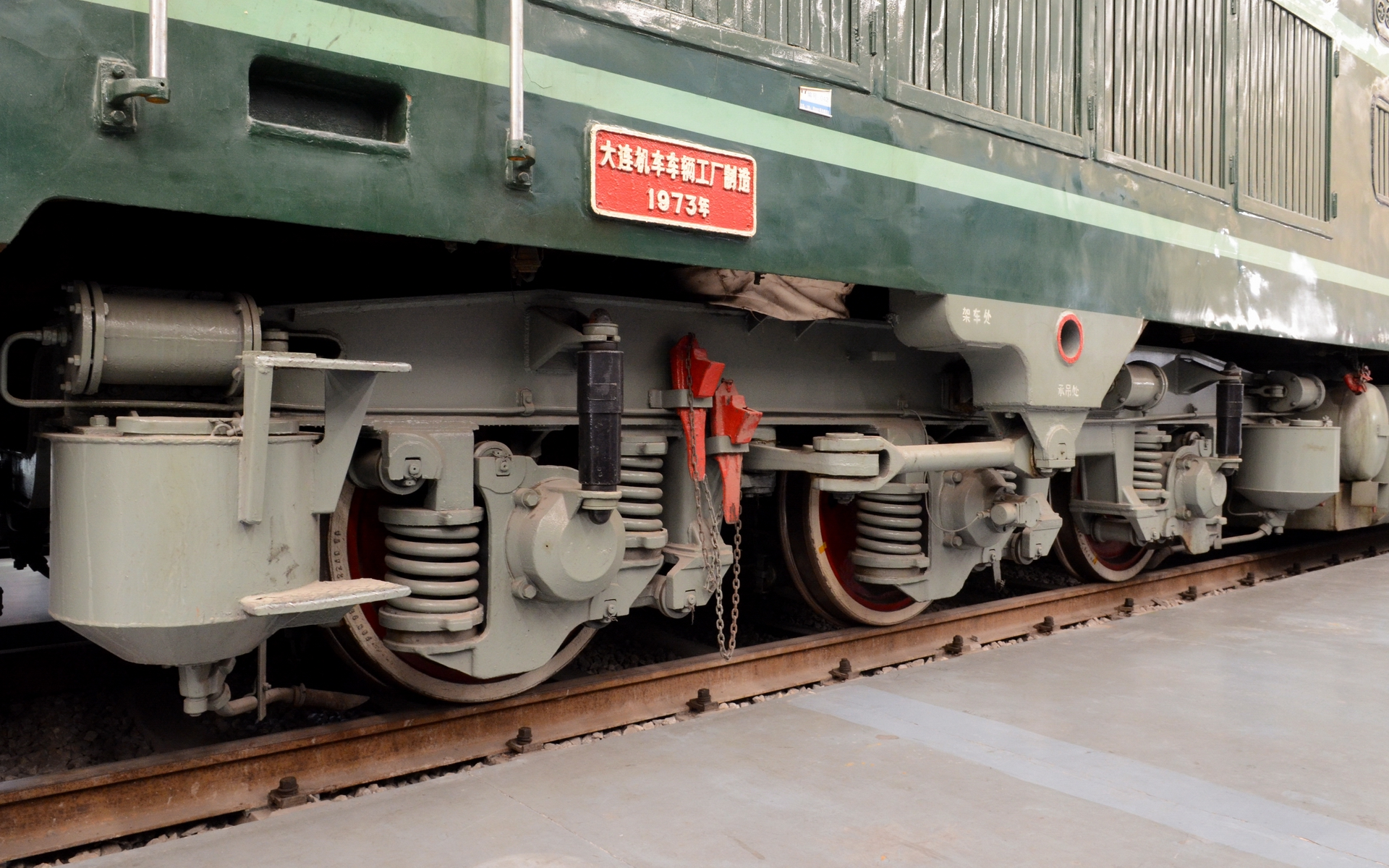
东风4型0001号机车的转向架

机车轴式为Co-Co，走行部为两台相同的无导框式三轴转向架，固定轴距为2×1,800毫米。转向架采用钢板组焊成封闭式箱形结构的“目”字形构架，由箱形截面的两根侧梁、两根横梁、前后端梁组焊而成，并分别焊有旁承座、拉杆座、外侧弹簧座、牵引拐臂座、电机吊杆座、水平杠杆座、横向止挡、制动座、制动缸座及砂箱座等。轮对轴箱内装有四列圆柱滚子轴承，轴箱定位装置采用参考自东方红1型机车的拉杆式弹性定位结构，依靠装有橡胶关节元件的轴箱拉杆来实现轴箱的横向和纵向定位。转向架采用四点支承的摩擦式旁承装置，车体全部重量通过八个旁承由两台转向架支承，旁承横向及纵向间距分别为2,050毫米和1,800毫米。此外，转向架与车体间还设有弹性侧挡装置，使转向架进出曲线时能够相对与车体进行回转运动。弹簧悬挂装置分为一系和二系悬挂两部分，一系悬挂为轴箱与构架之间的轴箱圆弹簧和橡胶垫，并在1、3、4、6轴装有并列的垂向液压减震器，静挠度为123毫米；二系悬挂为转向架构架与车体之间的旁承橡胶堆，静挠度为16毫米。牵引力和制动力通过低位平行四杆牵引杆机构传递，牵引点高度距离轨面725毫米，有利于提高机车粘着利用率。
牵引电动机采用轴悬式驱动方式（滑动抱轴承式半悬挂），即牵引电动机的一侧通过抱轴瓦（滑动轴承）刚性地支承在车轴上，另一侧通过弹性元件（橡胶垫）和吊杆悬挂在转向架构架上；牵引电动机采用顺置方式，即电动机都放在车轴的同一侧，有利于减少轴重转移。东风4型机车根据牵引齿轮传动比分为客运型和货运型，从而使机车的牵引特性能满足不同需要。客运型的齿轮传动比为3.75（60：16），最高运行速度为120公里/小时。货运型的齿轮传动比为4.5（63：14），最高运行速度为100公里/小时。基础制动方式为带闸瓦间隙自动调节器的单侧踏面制动，每个车轮各配有一个152毫米直径的制动缸，当机车施行制动时，制动缸从空气制动机获得压缩空气，并通过杠杆机构使闸瓦抱轮产生制动作用。

## 机车命名

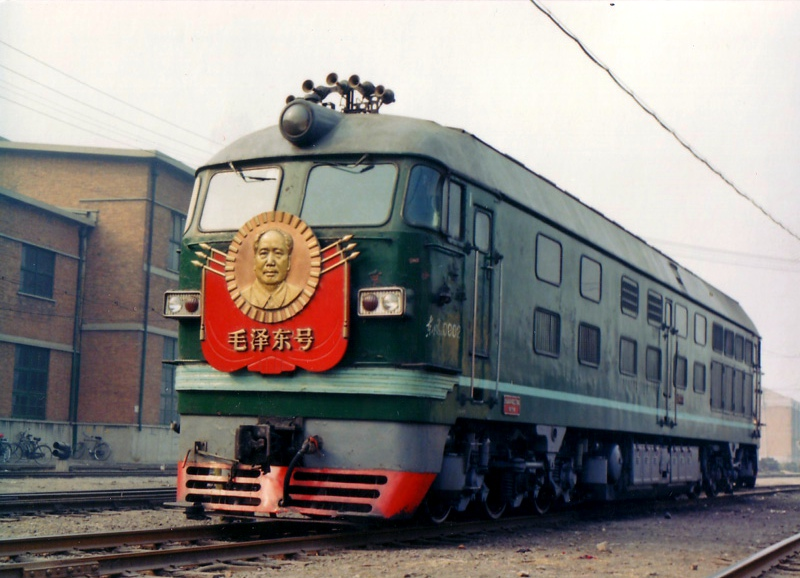
东风4型0002号机车——第二代毛泽东号机车

1977年1月21日，配属北京铁路局丰台机务段的东风4型0002号机车被命名为“毛泽东号”，替换了上一代的解放1型304号蒸汽机车（ㄇㄎ1-304），成为第二代“毛泽东号”机车。1978年1月9日，铁道部在北京举行“毛泽东号”机车命名仪式，时任中共中央主席华国锋题写了“毛泽东号”四个大字。1978年3月10日，新的“毛泽东号”车徽正式挂上东风4型0002号机车，车徽上半部为雕塑家陈淑光雕刻的毛泽东金色半身浮雕塑像，下半部的“毛泽东号”四个字采用华国锋手书体，车身两侧亦有华国锋手书的“毛泽东号”。1981年，华国锋从中共中央权力核心失势之后，车徽上“毛泽东号”字体改为普通仿宋体，车身两侧亦不再挂有“毛泽东号”四个大字。1986年，该机车大修时按照东风4B型机车的标准进行了改造。
1991年8月12日，东风4B型1893号机车接替了东风4型0002号机车，成为第三代“毛泽东号”机车。东风4型0002号机车摘牌后改为丰台机务段的调车机车使用。2002年1月24日，机车在北京郊区的周口店铁路进行调车作业，前往长沟峪煤矿取车后，由于车站职工误将折角塞门关闭且司机疏忽，列车运行至下坡道时制动失效，紧急制动只能将列车减速至约20公里/小时，周口店站决定将失控的列车溜进货场，将停放的三节敞车撞毁后机车脱轨，没有造成人员伤亡，机车经过修复后恢复运行。
2008年12月19日，东风4型0002号机车根据铁道部电报令报废；报废后封存于丰台机务段储备厂中。2012年9月7日，丰台机务段开始将该机车进行整修并恢复到可运用状态，期间使用东风4B型6223号机车的主要零部件进行修复。机车经修复后存放于丰台机务段内的毛泽东号机车展览馆作静态展示。

## 重大事故
- 1976年1月30日凌晨3时45分，济南铁路局济南机务段的东风4型2015号机车，在济南站准备与从北京开往上海的121次旅客列车挂车，司机由第一司机室转到第二司机室驾驶时忘记关闭切换阀，机车接近列车时司机尝试使用小闸制动，发现制动失灵致使与停留列车相撞，事故造成机车小破1台、客车大破1辆、小破1辆，旅客轻伤3人，列车晚点1时50分钟。
- 1981年9月10日，乌鲁木齐铁路局哈密机务段的东风4型0277号机车，牵引从尾亚开往烟墩的4021次货物列车经由兰新铁路运行，在景峡站停车加挂K13型石碴车5辆。列车从景峡站开车后超速行车，列车带闸通过思甜站和翠岭站后制动失效，列车冲出安全线65米，机车及机后4辆脱轨。事故造成机车小破1台，货车报废1辆，大破3辆[46]。
- 1987年11月19日凌晨2时03分，上海铁路局萍乡机务段的东风4型0350号机车，牵引1310次货物列车经由浙赣铁路运行。由于司机及副司机两人擅自关闭了俗称三大件的三项安全设备（机车自动停车装置、机车信号装置和列车无线调度电话装置）后打瞌睡，当列车行驶至广州铁路局管内五里墩至羊石间的K928线路所时，列车冒进停车信号机后冲出安全线土挡，构成列车颠覆行车重大事故。事故导致机车中破1台、货车报废7辆、大破1辆、中断行车4小时52分。事故责任者分别受到刑事和行政处分[47]。
- 1987年12月25日晚上10时56分，郑州铁路局江岸机务段的东风4型0143号机车牵引1959次货物列车进入安卫铁路林徐站停车后，副司机汤志勇用检验锤打伤添乘的运转车间副主任李高众、学员郭汉生，及车站助理值班员王建国，自行摘开机车与车辆联挂的车钩，驾驶机车闯过显示红灯的出站信号机进入正线区间，高速行驶至安陆站外与停留在站外的1969次货物列车尾部相撞后起火，构成列车冲突重大事故。事故造成汤志勇及1969次列车运转车长当场死亡，机车报废1台，守车报废1辆，货车报废2辆、大破2辆、中小破各2辆，中断行车18小时24分，直接经济损失156余万元人民币[48]。
- 1989年3月23日晚上10时29分，广州铁路局怀化机务段的东风4型0021号机车牵引814次货物列车经由湘黔铁路运行，准备进酒店塘站停车会让由上海开往重庆的71次特快旅客列车，由于列车机后第8位车辆的折角塞门被人关闭，致使列车制动失效，列车冒进酒店塘站3道出站信号机，进入安全线后冲出土挡，机车及机后第1～5位车辆颠覆，机后第6位车辆前转向架脱轨。晚上10时29分，正在进站的71次列车发现前方事故但停车不及，与侵线的814次列车机后第4位车辆发生侧面冲突，构成旅客列车冲突重大事故。事故造成机车小破1台、客车小破2辆、货车报废2辆、中破3辆、小破1辆，中断湘黔线正线行车10小时[49]。
- 1991年6月13日清晨4时27分，济南铁路局济南机务段的东风4型0528号机车，牵引由北京开往苏州的109次直通旅客快车经由津浦铁路运行。当列车运行至新马桥至曹老集间K817+300处，由于司机和副司机两人同时打盹睡觉，致使列车以90公里/小时的速度越过显示红灯的闭塞分区，与前方正在慢行等待信号的1329次货物列车追尾冲突。事故造成109次列车副司机当场死亡，司机1人、列车员5人、旅客22人受伤，本务机车中破、客车报废1辆、小破1辆，货车报废3辆、中破1辆、小破1辆，中断津浦线上行正线2小时10分，下行正线15小时31分[50]。
- 1998年1月22日晚上8时53分，广州铁路集团广州机务段的东风4型0023号机车，开5018次单机由广州东站开出往广州站方向，当机车行驶至广深上行线广州东至广州间K5+375M处，左侧路堑突然发生大面积滑坡，导致铁路路基拱起变形，司机发现后采取紧急制动但停车不及，导致机车脱轨颠覆并侵入下行线。与此同时，由广州站开出0625次回送临客列车行经事故地点（广州铁路集团广州机务段的东风4型0229号机车牵引），列车停车不及与脱轨的东风4型0023号机车发生侧面冲突。事故造成1人死亡、2人重伤、2人轻伤，机车报废1台、大破1台，车辆小破2辆，中断广深上行线行车158小时13分钟，上行线行车12小时38分钟[51]。
- 1998年5月18日凌晨1时13分，郑州铁路局武昌南机务段的东风4型0770号机车牵引8833次货物列车经由京广铁路运行，当列车以37公里/小时的速度行驶至云溪至岳阳北之间K1413+600处，由于该处钢轨连接夹板和扣件被人为拆卸破坏，列车驶经该处后随即脱轨，机后第1～7位车辆脱轨颠覆，机后第8位车辆前转向架脱轨，事故造成机车小破1台、货车报废1辆、大破2辆、小破1辆，中断京广线下行正线行车12小时05分钟[52]。
- 2001年4月7日下午2时27分，乌鲁木齐铁路局乌鲁木齐机务段的东风4型0175号机车，牵引30181次货物列车经由兰新铁路运行。当列车行驶至铁泉至珍珠泉间K36+515M处时，遭遇吐鲁番地区刮起的强风，机后21节车厢被强风吹翻或脱轨，中断行车47小时55分钟，构成铁路行车重大事故[53]。
- 2006年11月19日下午5时50分，郑州铁路局洛阳机务段的东风4型0407号机车，牵引22020次货物列车经由焦柳铁路运行。当列车行驶至南阳至蒲山店站之间，由于二号通风机电机环火放电，电弧从电机出风口窜出，引燃通风帆布罩导致火灾。司机发现机械间冒烟后随即停车，使用车上灭火器扑救不果。下午6时20分，南阳市消防支队四辆消防车接报到场，于下午7时16分将火扑灭。事故造成机车司机室及机械间部分设备烧毁，中断焦柳线行车1小时25分钟[54]。

## 车辆保存

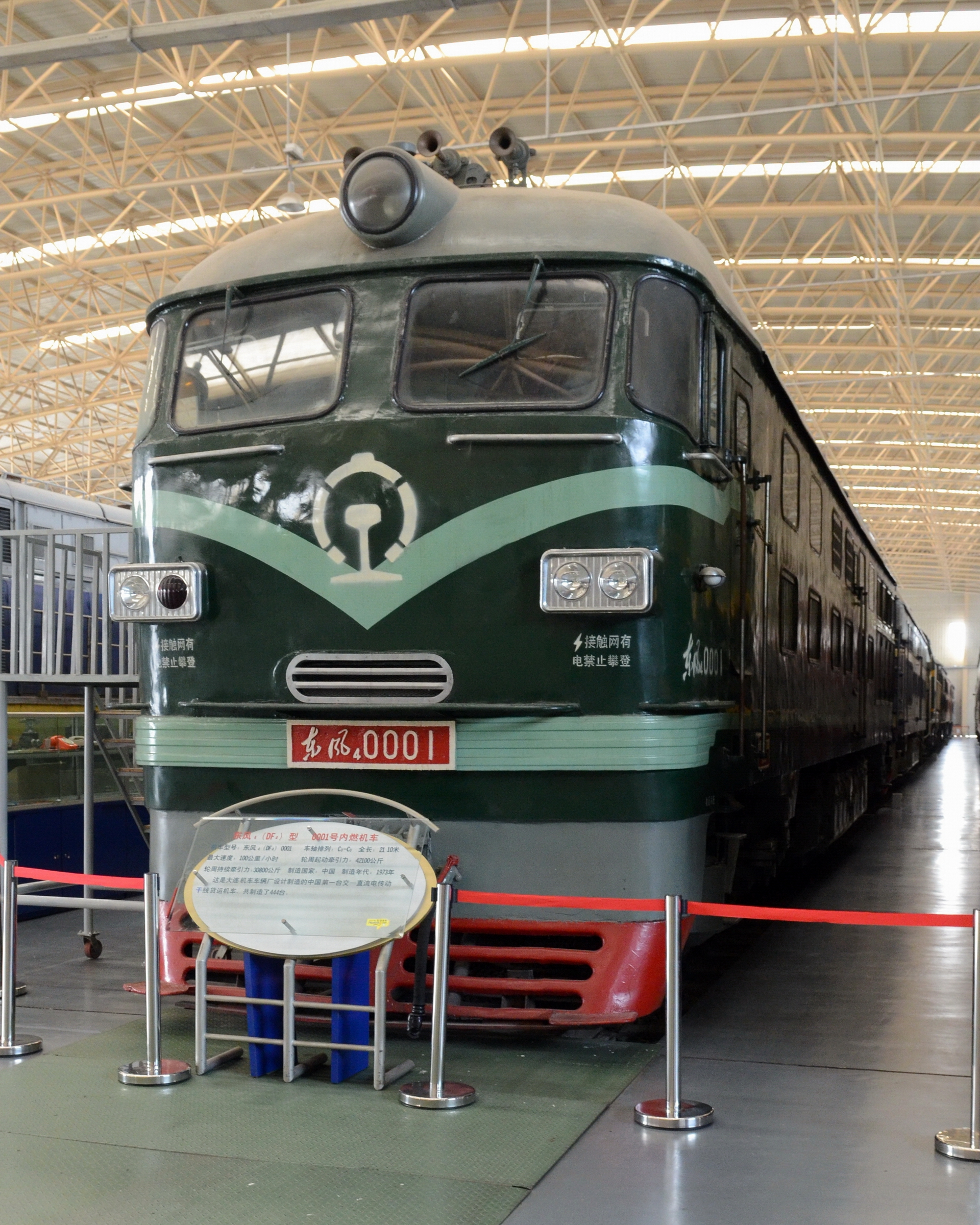
现存中国铁道博物馆的东风4型0001号机车

- 东风4型0001号机车：由大连机车车辆工厂于1973年制造，曾先后配属北京铁路局丰台机务段、古冶机务段、唐山机务段、临汾机务段，至2002年在临汾机务段退役，服役期间安全行驶223万公里。2002年9月25日，铁道部发出《运装机电（2002）609号》电报，征集东风4型0001号机车作为保存文物，同年10月进入中国铁道博物馆永久收藏，经鉴定后被评定为国家一级文物[55]。
- 东风4型0002号机车：由大连机车车辆工厂于1975年制造，曾配属北京铁路局丰台机务段，为第二代毛泽东号机车（1977年—1991年），于2008年退役后存放在丰台机务段储备厂，至2012年大修后存放在丰台机务段内的毛泽东号机车展览馆作静态展示。
- 东风4型0044号机车：由大连机车车辆工厂于1975年制造，曾配属北京铁路局怀柔北机务段，退役后存放在机务段内作为救援演练用机车。
- 东风4型0084号机车：由大连机车车辆工厂于1976年制造，曾配属郑州铁路局新乡机务段，于2003年3月退役后移交给位于陕西省宝鸡市的宝鸡铁路司机学校，作为教学用车。
- 东风4型0137号机车：由大连机车车辆工厂于1976年制造，曾配属广州铁路集团广州机务段和三茂铁路三水机务段，于2017年退役后存放在韶关机务段，至2019年9月进入位于韶关机务段内的广铁集团职工培训基地，作为教学和展示用车。
- 东风4型0187号机车：由大连机车车辆工厂于1977年制造，曾配属济南铁路局济南机务段，于2015年12月30日退役后移交给位于山东省济南市的山东职业学院（原济南铁道职业技术学院），作为教学用车[56]。
- 东风4型0212号机车：由大连机车车辆工厂于1978年制造，曾配属北京铁路局石家庄机务段，退役后移交给位于河北省石家庄市的石家庄铁路运输学校，作为教学用车。
- 东风4型0395号机车：由大连机车车辆工厂于1980年制造，曾配属沈阳铁路局吉林机务段，退役后移交给位于吉林省吉林市的吉林铁道职业技术学院，作为教学用车。
- 东风4型0423号机车：由大连机车车辆工厂制造，退役后移交给位于新疆维吾尔自治区乌鲁木齐市的新疆铁路技术学校，作为教学用车。
- 东风4型2002号机车：由大连机车车辆工厂制造，退役后移交给位于浙江省金华市的浙江师范大学婺东校区（原金华铁路司机学校），作为教学机车。
- 东风4型2012号机车：由大连机车车辆工厂于1975年制造，退役后移交给位于山东省济南市的济南铁路高级技工学校，作为教学用车。
- 东风4型3030号机车：由资阳内燃机车工厂制造，曾配属南宁铁路局柳州机务段，退役后存放于柳州机车车辆厂老厂区院内，2024年翻新后静态展示（展示地点同时改造为海枯石烂婚俗文化产业园）。

## 大众文化
- 由日本游戏开发商Lose于2020年7月开始发售的十八禁恋爱冒险游戏《爱上火车 Last Run!!》，以东风4型柴油机车作为游戏中“仲国国铁东富4 2000”机车的原型，而其擬人化的专用铁路人偶角色名为“西瓜”（すいか）[57]。“西瓜”并将在《爱上火车》改编的短篇动画《铁路浪漫谭》（レヱル・ロマネスク）中登场，该动画预定将于2020年末开始播放[58]。
- 由中国大陆同人社团北方铁道萌化部创作的同人画集《天朝铁道少女:角色追加3》中，以东风4型柴油机车为原型的拟人化铁道娘角色称为“东玉风”。

## 参看
| - 东风型柴油机车 - 东风4B型内燃机车 - 东风4C型内燃机车 - 东风4D型内燃机车 - 东风5型柴油机车 - 东风6型柴油机车 | - 240/275系列柴油机 - D70系列柴油机 - ND4型柴油机车 - HS4000型柴油机车 - TE109型柴油机车 - CC 72000型柴油机车 |